# Condado administrativo
Um condado administrativo foi uma divisão administrativa na Inglaterra e País de Gales e Irlanda usados para os fins do governo local. Eles agora estão abolidos, embora na Irlanda do Norte suas antigas áreas são utilizadas como base para posto de tenente.

## História

### Inglaterra e País de Gales
O termo foi introduzido para a Inglaterra e País de Gales pelo Governo local Ato 1888, que criou o Conselho do condado para diversas áreas, e chamou-os "condados administrativos' para distingui-los da continuidade legal condados.
Na Inglaterra e País de Gales a legislação foi revogada em 1974, e entidades chamadas 'condados metropolitanos e não-metropolitanos' na Inglaterra e 'counties' no País de Gales foram introduzidas em seu lugar. Embora estritamente imprecisas, estas são muitas vezes chamados de 'condados administrativos' para distingui-los them from both the historic counties, and the condados cerimoniais.

### Escócia
Na Escócia eles nunca foram estabelecidos como entidades separadas, como foram na Inglaterra e País de Gales[carece de fontes?]. Para fins de governo local da Escócia condados foram substituídos em 1975, com um sistema de regiões e island council areas.

### Irlanda
O Governo local (Irlanda) Ato 1898 criou condados administrativos na Irlanda, sobre o mesmo modelo que foi utilizado na Inglaterra e no País de Gales.
Na Irlanda do Norte os condados administrativos foram substituídos por um sistema de 26 distritos em 01 de outubro de 1973. Seção 131 da Governo local (Irlanda do Norte) Ato 1972 afirmou que "todo condado e todo borough de condado deixa de ser uma área administrativa para fins de governo local".
As áreas dos antigos condados administrativos (e boroughs de condado) permanece em uso para efeitos Lieutenancy, sendo definido como as áreas utilizadas "para fins de governo local imediatamente antes de 01 de outubro de 1973, sujeita a qualquer posterior definição de suas fronteiras...".
Na República da Irlanda a legislação que criou permaneceu em vigor até o Governo local Ato 2001 foi aprovado, que renomeou os 'condados'.

## Novas entidades
Os condados administrativos que não compartilham os nomes de condados anteriores:
Inglaterra
| Condado          | Condados administrativos               |
| ---------------- | -------------------------------------- |
| Cambridgeshire   | Ilha de Ely                            |
| Hampshire        | Ilha de Wight                          |
| Lincolnshire     | Holland, Kesteven, Lindsey             |
| Londres          | Londres                                |
| Northamptonshire | Soke de Peterborough                   |
| Suffolk          | East Suffolk, West Suffolk             |
| Sussex           | East Sussex, West Sussex               |
| Yorkshire        | East Riding, North Riding, West Riding |

Escócia
- Ross e Cromarty (Ross-shire e Cromartyshire)

República da Irlanda
- South Tipperary e North Tipperary (Condado de Tipperary)

e, criado em 1994 -
- Dun Laoghaire-Rathdown, Fingal, South Dublin (Condado de Dublin)